# 乔治·凯莱

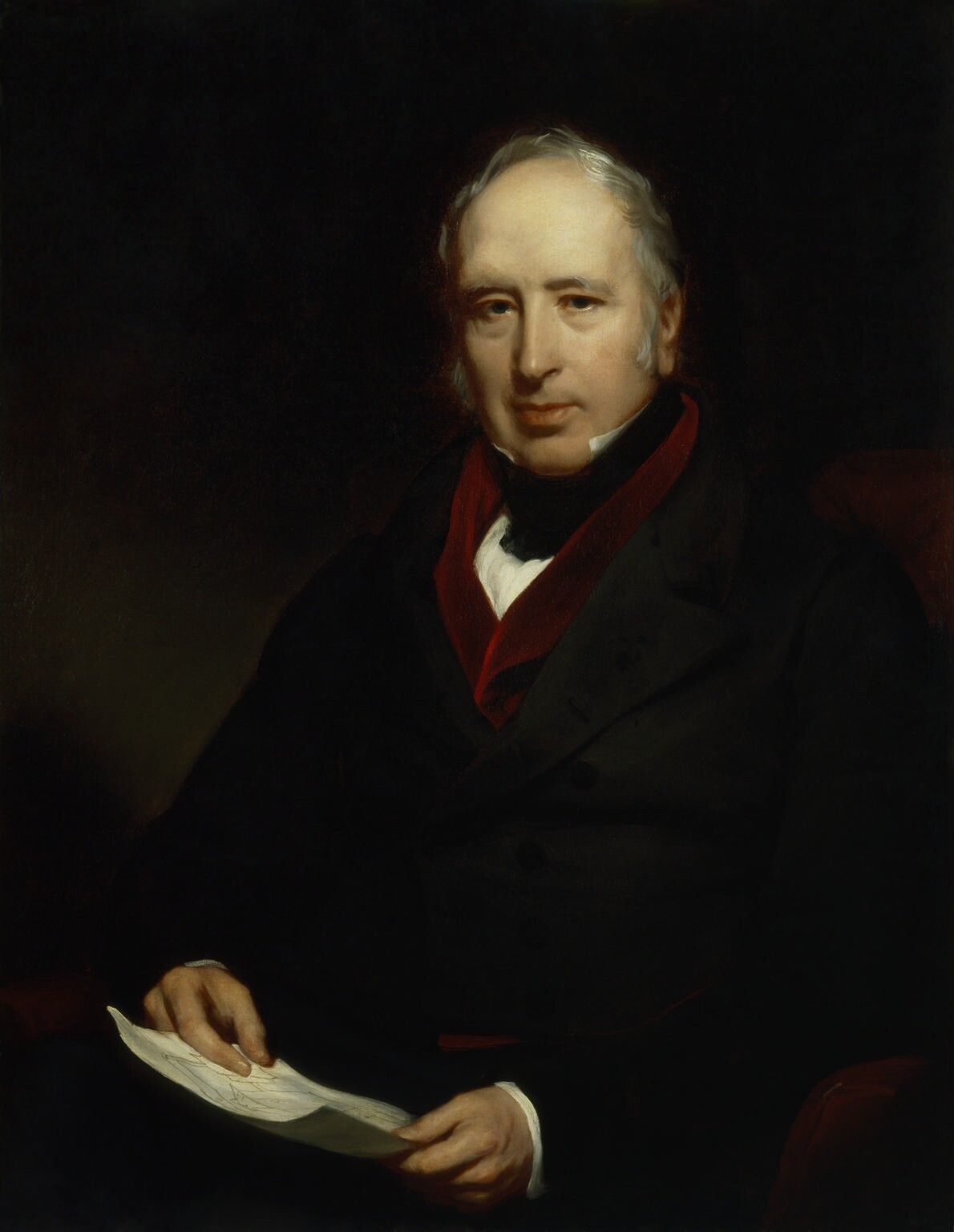
喬治·凱萊

喬治·凱萊（英語：George Cayley, 1773年12月27日—1857年12月15日）英国工程师、发明家和飞行员，人类航空史上的重要人物。 史上首个真正以科学方法研究航空的人，也是首个理解基本飞行原理的人。他首先提出利用固定机翼产生升力，利用不同的翼面控制、推进飞机的设计概念。为了验证自己理论的有效性，1849年他建造了第一架滑翔机并进行了试飞。他的研究成果启发了如奥托·李林塔尔、莱特兄弟等后来进行航空研究的人士。他还发明了现代自行车车轮所用的钢丝轮。